# Adriana Pincherle
Adriana Pincherle, nascida em 1905 em Roma e falecida em 8 de janeiro de 1996 em Florença, é uma pintora italiana.

## Biografia
Vinda de uma família de classe média alta, Adriana Pincherle é a irmã mais velha do escritor Alberto Moravia. Seu pai, Carlo Pincherle, é de origem judaica e sua mãe, Isa De Marsanich, é de fé católica. Desde muito jovem interessou-se particularmente pelas aquarelas do pai, e foi provavelmente nesta altura que nasceu nela uma sensibilidade à arte e à cor.